# 피터 스넬
피터 조지 스넬 경(Sir Peter George Snell, KNZM, OBE, 1938년 12월 17일 ~ 2019년 12월 12일)은 뉴질랜드의 중거리 달리기 선수로 800m(1962~68), 1000m(1964~65), 1 마일(1962~65), 880 야드(1962~66) 경주와 4 마일 릴레이(1961)에서 팀 멤버로서 세계 기록 보유자였다. 현재는 미국 텍사스주에 거주하다 2019년 사망했다.

## 인물
타라나키 지방의 오푸나케에서 태어나 와이카토 지방으로 이주하였다. 오클랜드의 마운트 앨버트 그래머 스쿨(Mount Albert Grammar School)을 졸업한 후, 꾸준한 훈련을 강조한 아서 리디어드(Arthur Lydiard)에게서 훈련을 받았다.
그는 1960년 로마 올림픽에서 국제 무대로 나타났다. 800m 경주는 세계 기록 보유자 벨기에의 로헤르 문스(Roger Moens)와 자메이카의 조지 커(George Kerr) 사이의 대결로 예상되었으나, 스넬은 마지막 25m에서 1초의 10분의 2 차이로 문스를 앞질러 우승해 충격을 주었다.
1962년 스넬은 800m 세계 기록(1분 44.3초), 880 야드 세계 기록(1분 45.1초)와 1964년에 3분 54.1초로 낮추어진 마일 세계 기록(3분 54.4초)을 세웠다.
도쿄 올림픽에서 그는 800m와 1500m 종목에서 각각 금메달을 획득하며 순항했다. 800m 결승전에서 250여m를 남기고 전략적으로 움직여 케냐의 윌슨 키프루구트(Wilson Kiprugut)를 제쳤으며, 1500m 결승전에서는 잉글랜드의 존 웨턴(John Whetton)을 눌렀다.
1965년에 육상에서 은퇴하였다. 은퇴 이후 운동생리학 연구 경력을 시작한 스넬은 캘리포니아 대학교 데이비스에서 외과학사, 워싱턴 주립 대학교에서 철학박사 학위를 취득하였다. 1981년 댈러스의 텍사스 대학교 사우스웨스턴 의료소(University of Texas Southwestern Medical Center) 연구교수가 되었다.
2019년 12월 12일 81세 생일을 5일 앞둔채 댈러스의 저택에서 사망하였다. 원인은 심근경색이었다.

## 서훈
- 1962년 대영 제국 훈장 5등급(MBE)[1]
- 1965년 대영 제국 훈장 4등급(OBE)[2]
- 2002년 뉴질랜드 공로 훈장 2등급(KNZM, 작위급 훈장)[3]

## 참고 문헌

### 참고 자료
- Snell, Peter and Gilmour, Garth (1965). No Bugles, No Drums. Auckland: Minerva.